# Tournoi de tennis de Sacramento
Le tournoi de tennis de Sacramento (Californie, États-Unis) est un tournoi de tennis masculin du circuit professionnel ATP organisé en 1971, 1972 et 1976.
Depuis 2005, le tournoi fait partie du circuit Challenger.

## Palmarès

### Simple
| No | Date       | Nom et lieu du tournoi                                   | Catégorie      | Dotation       | Surface         | Vainqueur        | Finaliste         | Score              |                |
| -- | ---------- | -------------------------------------------------------- | -------------- | -------------- | --------------- | ---------------- | ----------------- | ------------------ | -------------- |
| 1  | 20-09-1971 | , Sacramento                                             |                | NC $           | Moquette (int.) | Robert Lutz      | Alex Olmedo       | 3-6, 6-4, 6-3      |                |
| 2  | 17-09-1972 | , Sacramento                                             |                | NC $           | Moquette (int.) | Stan Smith       | Colin Dibley      | 6-4, 5-7, 6-4, 6-4 |                |
|    | 1973-1975  | Pas de tournoi                                           | Pas de tournoi | Pas de tournoi | Pas de tournoi  | Pas de tournoi   | Pas de tournoi    | Pas de tournoi     | Pas de tournoi |
| 3  | 22-04-1976 | , Sacramento                                             |                | 25 000 $       | Moquette (int.) | Tom Gorman       | Robert Carmichael | 5-7, 6-4, 7-5      |                |
|    | 1977-2004  | Pas de tournoi                                           | Pas de tournoi | Pas de tournoi | Pas de tournoi  | Pas de tournoi   | Pas de tournoi    | Pas de tournoi     | Pas de tournoi |
| 4  | 10-10-2005 | Swanston Challenger, Sacramento                          | Challenger     | 50 000 $       | Dur (ext.)      | Rik De Voest     | Phillip Simmonds  | 3-6, 6-3, 6-4      |                |
| 5  | 09-10-2006 | Swanston Challenger, Sacramento                          | Challenger     | 75 000 $       | Dur (ext.)      | Paul Goldstein   | Rajeev Ram        | 7-65, 4-6, 7-5     |                |
| 6  | 08-10-2007 | Swanston Challenger, Sacramento                          | Challenger     | 75 000 $       | Dur (ext.)      | Wayne Odesnik    | Lu Yen-hsun       | 6-2, 6-3           |                |
| 7  | 06-10-2008 | Swanston Challenger, Sacramento                          | Challenger     | 50 000 $       | Dur (ext.)      | Donald Young     | Robert Kendrick   | 6-4, 6-1           |                |
| 8  | 03-10-2009 | Natomas Men's Professional Tennis Tournament, Sacramento | Challenger     | 50 000 $       | Dur (ext.)      | Santiago Giraldo | Jesse Levine      | 7-64, 6-1          |                |
| 9  | 02-10-2010 | Natomas Men's Professional Tennis Tournament, Sacramento | Challenger     | 50 000 $       | Dur (ext.)      | John Millman     | Robert Kendrick   | 6-3, 6-2           |                |
| 10 | 01-10-2011 | RelyAid Natomas Challenger, Sacramento                   | Challenger     | 100 000 $      | Dur (ext.)      | Ivo Karlović     | James Blake       | 6-4, 3-6, 6-4      |                |
| 11 | 01-10-2012 | RelyAid Natomas Challenger, Sacramento                   | Challenger     | 100 000 $      | Dur (ext.)      | James Blake      | Mischa Zverev     | 6-1, 1-6, 6-4      |                |
| 12 | 28-09-2013 | Sacramento Pro Circuit Challenger, Sacramento            | Challenger     | 100 000 $      | Dur (ext.)      | Donald Young     | Tim Smyczek       | 7-5, 6-3           |                |
| 13 | 27-09-2014 | Sacramento Pro Circuit Challenger, Sacramento            | Challenger     | 100 000 $      | Dur (ext.)      | Sam Querrey      | Stefan Kozlov     | 6-3, 6-4           |                |
| 14 | 05-10-2015 | Sacramento Pro Circuit Challenger, Sacramento            | Challenger     | 100 000 $      | Dur (ext.)      | Taylor Fritz     | Jared Donaldson   | 6-4, 3-6, 6-4      |                |

### Double
| No | Date       | Nom et lieu du tournoi                                   | Catégorie                | Dotation                 | Surface                  | Vainqueurs                       | Finalistes                           | Score                    |                          |
| -- | ---------- | -------------------------------------------------------- | ------------------------ | ------------------------ | ------------------------ | -------------------------------- | ------------------------------------ | ------------------------ | ------------------------ |
| 1  | 20-09-1971 | , Sacramento                                             |                          | NC $                     | Moquette (int.)          | Jim McManus Jim Osborne          | Frew McMillan Robert Maud            | 7-3, 6-3                 |                          |
|    | 17-09-1972 | Pas de tableau de double                                 | Pas de tableau de double | Pas de tableau de double | Pas de tableau de double | Pas de tableau de double         | Pas de tableau de double             | Pas de tableau de double | Pas de tableau de double |
|    | 1973-1975  | Pas de tournoi                                           | Pas de tournoi           | Pas de tournoi           | Pas de tournoi           | Pas de tournoi                   | Pas de tournoi                       | Pas de tournoi           | Pas de tournoi           |
| 2  | 22-04-1976 | , Sacramento                                             |                          | 25 000 $                 | Moquette (int.)          | Tom Gorman Sherwood Stewart      | Mike Cahill John Whitlinger          | 3-6, 6-4, 6-4            |                          |
|    | 1977-2004  | Pas de tournoi                                           | Pas de tournoi           | Pas de tournoi           | Pas de tournoi           | Pas de tournoi                   | Pas de tournoi                       | Pas de tournoi           | Pas de tournoi           |
| 3  | 10-10-2005 | Swanston Challenger, Sacramento                          | Challenger               | 50 000 $                 | Dur (ext.)               | Scott Lipsky David Martin        | John Paul Fruttero Mirko Pehar       | 6-4, 6-4                 |                          |
| 4  | 09-10-2006 | Swanston Challenger, Sacramento                          | Challenger               | 75 000 $                 | Dur (ext.)               | Paul Goldstein Jeff Morrison     | Amer Delić Brian Wilson              | 6-1, 6-3                 |                          |
| 5  | 08-10-2007 | Swanston Challenger, Sacramento                          | Challenger               | 75 000 $                 | Dur (ext.)               | Robert Kendrick Brian Wilson     | John Paul Fruttero Sam Warburg       | 7-5, 7-68                |                          |
| 6  | 06-10-2008 | Swanston Challenger, Sacramento                          | Challenger               | 50 000 $                 | Dur (ext.)               | Brian Battistone Dann Battistone | John Isner Rajeev Ram                | 1-6, 6-3, [10-4]         |                          |
| 7  | 03-10-2009 | Natomas Men's Professional Tennis Tournament, Sacramento | Challenger               | 50 000 $                 | Dur (ext.)               | Lester Cook David Martin         | Santiago González Travis Rettenmaier | 4-6, 6-3, [10-5]         |                          |
| 8  | 02-10-2010 | Natomas Men's Professional Tennis Tournament, Sacramento | Challenger               | 50 000 $                 | Dur (ext.)               | Rik De Voest Izak Van der Merwe  | Nicholas Monroe Donald Young         | 4-6, 6-4, [10-7]         |                          |
| 9  | 01-10-2011 | RelyAid Natomas Challenger, Sacramento                   | Challenger               | 100 000 $                | Dur (ext.)               | Carsten Ball Chris Guccione      | Nicholas Monroe Jack Sock            | 7-63, 1-6, [10-5]        |                          |
| 10 | 01-10-2012 | RelyAid Natomas Challenger, Sacramento                   | Challenger               | 100 000 $                | Dur (ext.)               | Tennys Sandgren Rhyne Williams   | Devin Britton Austin Krajicek        | 4-6, 6-4, [12-10]        |                          |
| 11 | 28-09-2013 | Sacramento Pro Circuit Challenger, Sacramento            | Challenger               | 100 000 $                | Dur (ext.)               | Matt Reid John-Patrick Smith     | Jarmere Jenkins Donald Young         | 7-61, 4-6, [14-12]       |                          |
| 12 | 27-09-2014 | Sacramento Pro Circuit Challenger, Sacramento            | Challenger               | 100 000 $                | Dur (ext.)               | Adam Hubble John-Patrick Smith   | Peter Polansky Adil Shamasdin        | 6-3, 6-2                 |                          |
| 13 | 05-10-2015 | Sacramento Pro Circuit Challenger, Sacramento            | Challenger               | 100 000 $                | Dur (ext.)               | Blaž Kavčič Grega Žemlja         | Daniel Brands Dustin Brown           | 6-1, 3-6, [10-3]         |                          |